# بانكرياتين
بانكرياتين (بالإنجليزية: Pancreatin)‏: هو عبارة عن مجموعة من الإنزيمات المُستخرجة من بنكرياس الثدييات (وبالأخص الخنازير). يعمل البانكرياتين على هضم الكربوهيدرات و البروتينات والدهون لاحتوائه على إنزيمات الأميلاز والبروتياز والليباز؛ والتي تحول النشا إلى سكريات بسيطة والبروتينات إلى ببيتيدات صغيرة والدهون إلى أحماض دهنية و غليسيرول.